# Góra Trzykrzyska
Góra Trzykrzyska (inaczej Wzgórze Trzech Krzyży, lit. Trijų kryžių kalnas) – wzgórze w Wilnie, na prawym brzegu Wilejki, dawniej zwana Łysą lub Krzywą. Na górze stoi pomnik – trzy białe krzyże. 

## Opis
Według legendy na Górze Łysej za czasów Olgierda umęczono siedmiu franciszkanów. Czterech strącono do Wilejki, zaś trzy Krzyże z ciałami męczenników ustawiono na górze.
Dla upamiętnienia ich męczeństwa wileńscy franciszkanie – jak podaje Kosman – między rokiem 1613 a 1636 wznieśli na Łysej Górze trzy drewniane krzyże. W 1740 zmurszałe krzyże zamieniono na nowe, które przetrwały do 1869 r.; gdy ze starości zawaliły się, władze rosyjskie nie pozwoliły ich odbudować. Dopiero w 1916 r. podczas okupacji niemieckiej, z inicjatywy księdza prałata Kazimierza Michalkiewicza zebrano fundusze i postawiono krzyże betonowe według projektu Antoniego Wiwulskiego.
Legenda o męczeństwie franciszkanów nie znalazła potwierdzenia w źródłach historycznych. W 1927 r. wileński historyk Kazimierz Chodynicki wydał pracę „Legenda o męczeństwie 14 franciszkanów w Wilnie”, w której twierdzi, że są oni postaciami legendarnymi, podobnie jak prawosławni męczennicy wileńscy. 
Trzy krzyże przetrwały do 30 maja 1950 r., kiedy zostały wysadzone w powietrze. Część ruin wywieziono, większe fragmenty zakopano. 
W 1989 r. społeczeństwo Litwy postanowiło odbudować krzyże jako pomnik ofiar stalinizmu na Litwie. Odbudowany w ciągu 14 dni pomnik Trzech Krzyży odsłonięto 14 czerwca 1989 r., a poświęcił go kardynał Vincentas Sladkevičius. Część odkopanych resztek dawnych krzyży zamurowano w fundamentach, część widoczna jest poniżej pomnika. Nowe krzyże są takie same jak pomnik Wiwulskiego, tylko o 1,8 m wyższe. Obecnie Góra Trzech Krzyży znajduje się w obrębie parku Górnego (Kalnų Parkas).

## Galeria

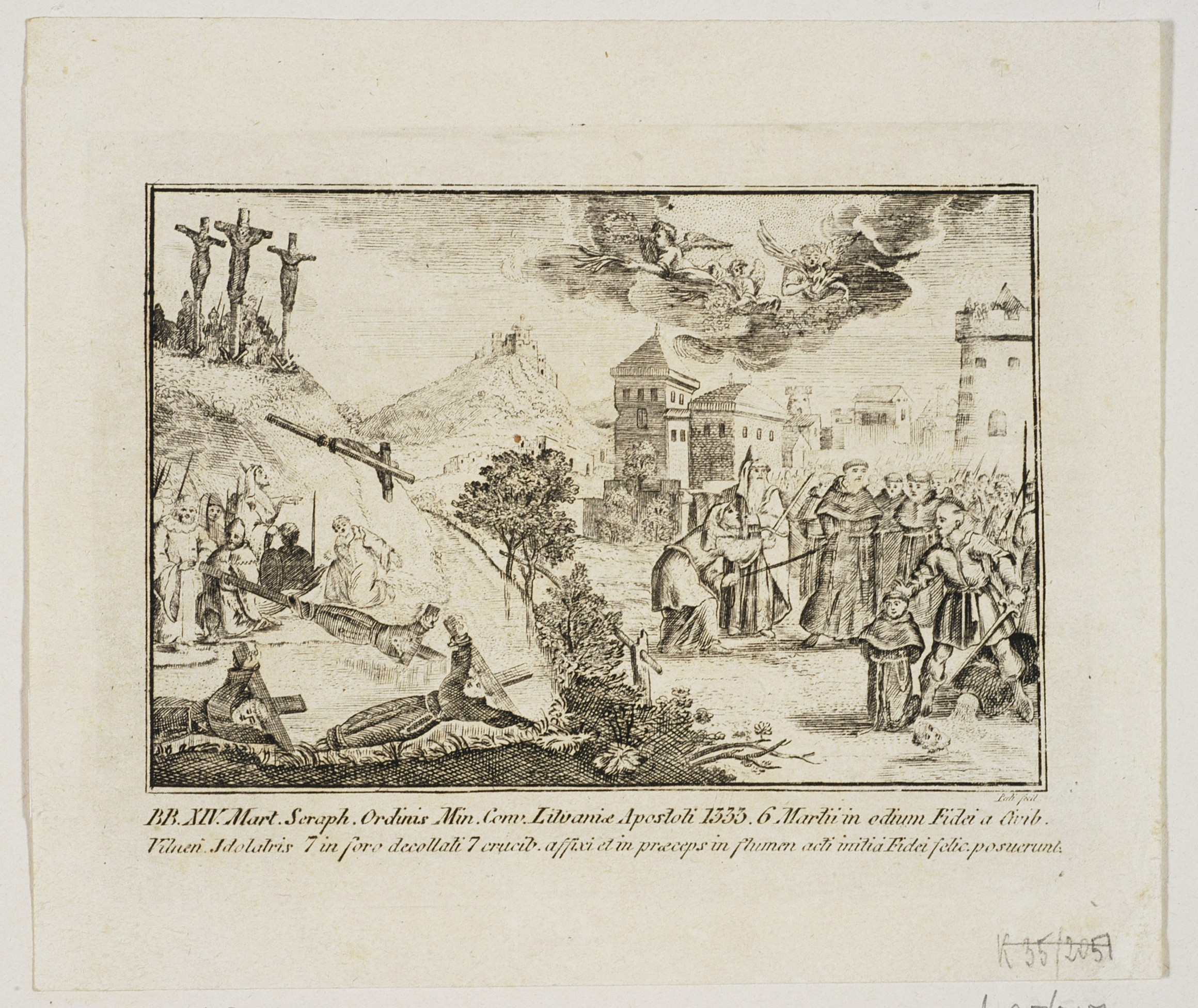
„Masakra franciszkanów w 1333 roku”. Y. Perleja, 1770
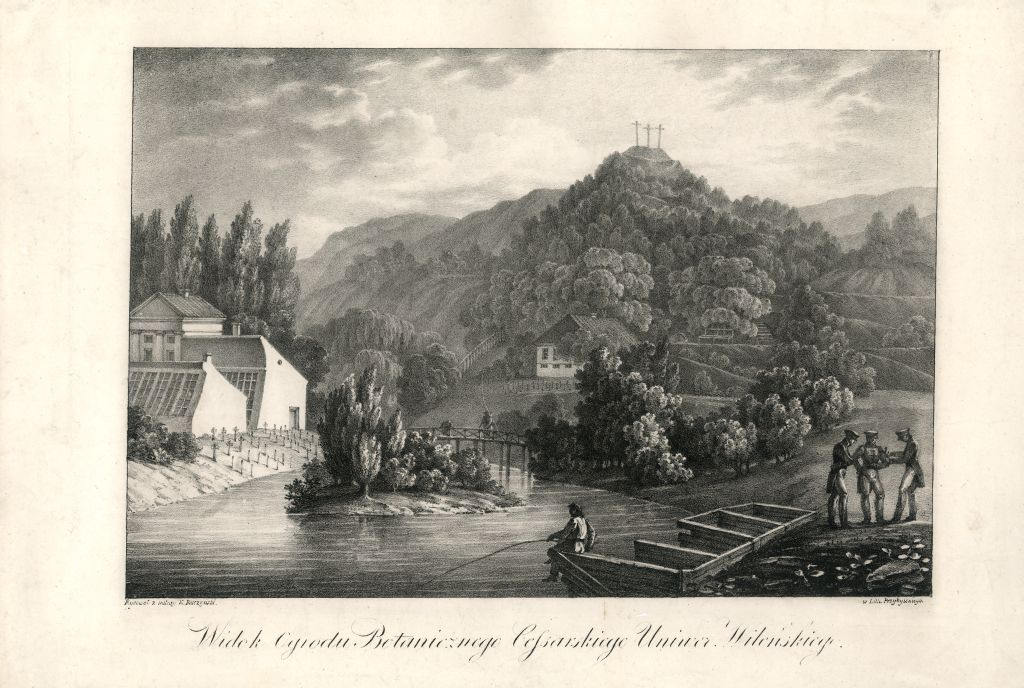
Rysunek K. Raczyńskiego z widoczną Górą Trzykrzyską, 1830
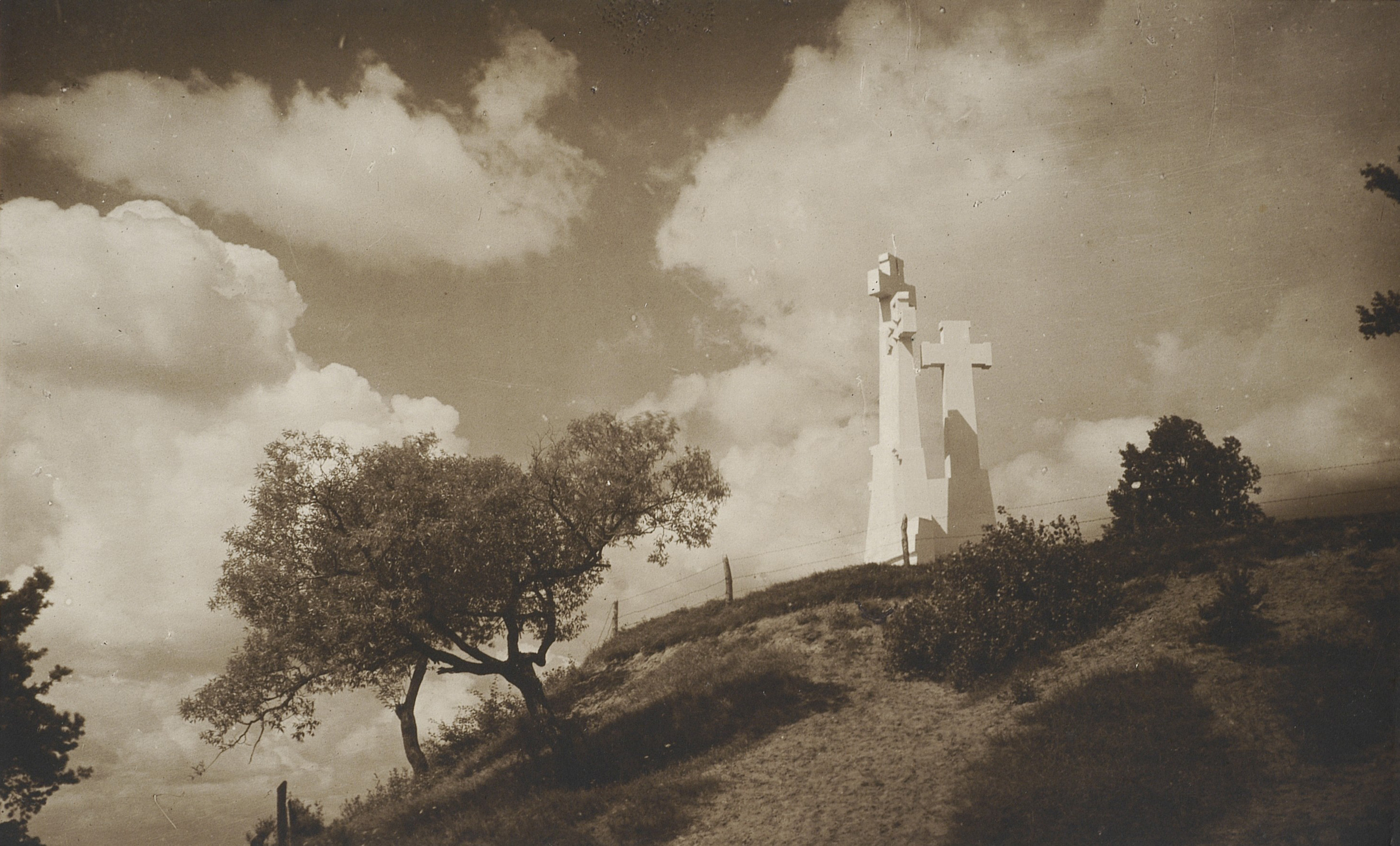
Zdjęcie z międzywojennej pocztówki przedstawiającej pomnik, 1925
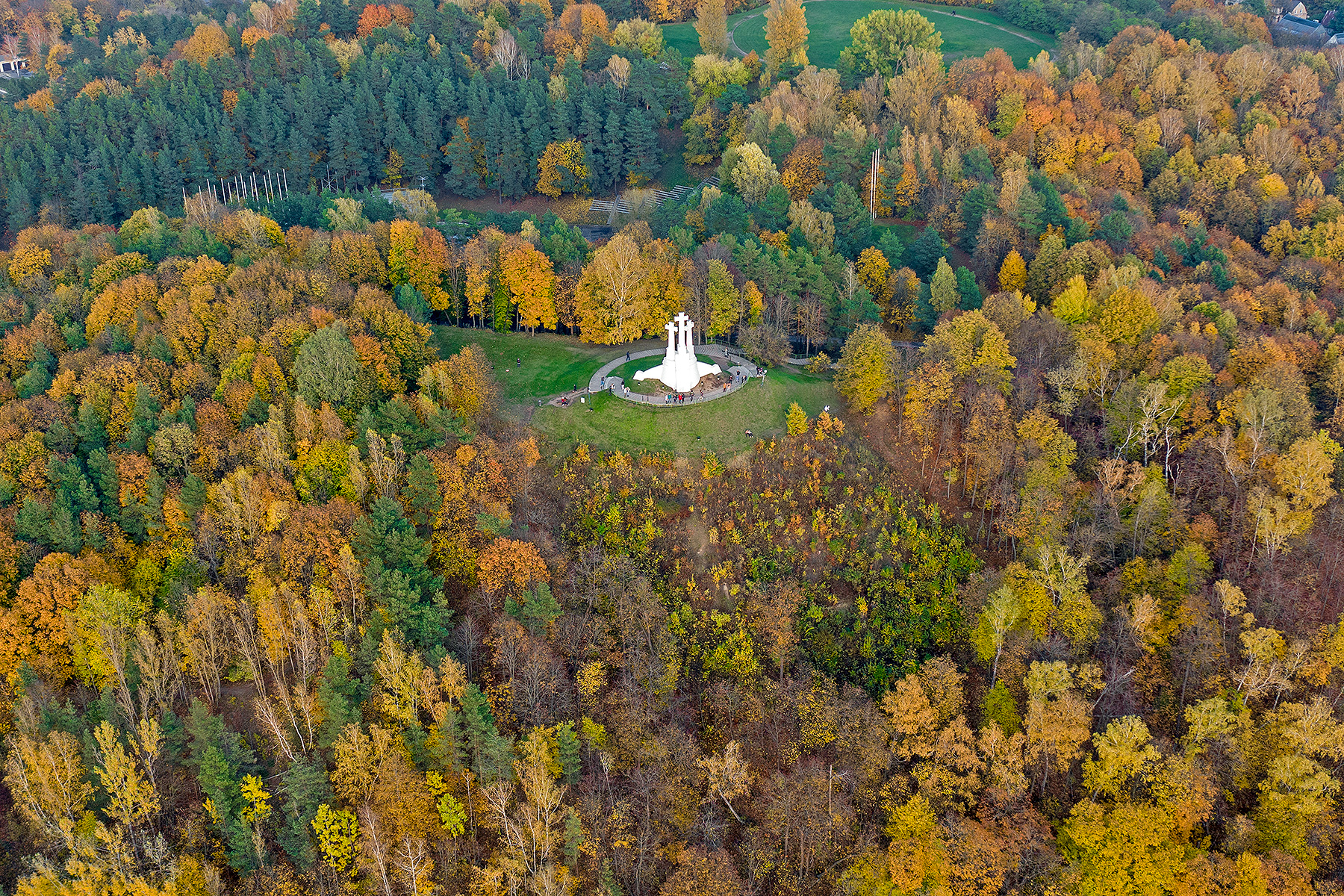
Góra Trzykrzyska z lotu ptaka
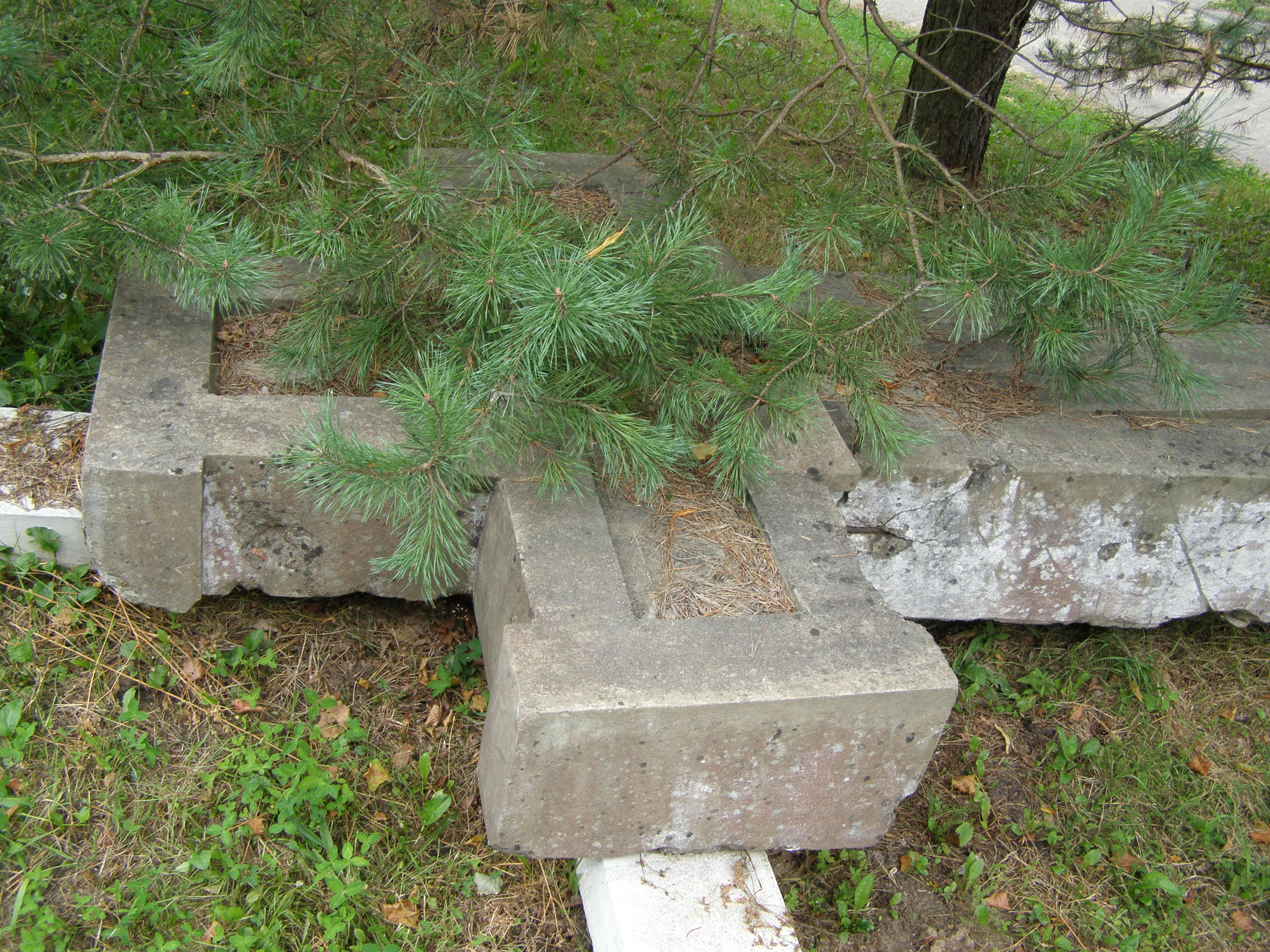
Pozostałości pierwotnych krzyży wysadzonych w powietrze w 1950 przez komunistów